# 乌塔维尔
乌塔维尔（法語：Outarville，法語發音：[utaʁvil]）是法国卢瓦雷省的一个市镇，位于该省西北部，属于皮蒂维耶区。

## 地理
乌塔维尔（48°12'41"N, 2°1'13"E）面积46.61 平方千米，位于法国中央-卢瓦尔河谷大区卢瓦雷省，该省份为法国中北部省份，北起埃松省，西北接厄尔-卢瓦省，西南接卢瓦-谢尔省，南至涅夫勒省和谢尔省，东临约讷省，东北接塞纳-马恩省。
与乌塔维尔接壤的市镇（或旧市镇、城区）包括：埃尔瑟维尔、绍西、万维尔圣利法尔、图里、瑞讷河畔欧特吕、巴佐什莱加勒朗德、布瓦索、博斯地区沙尔蒙、博斯地区格勒讷维尔、莱乌维尔。

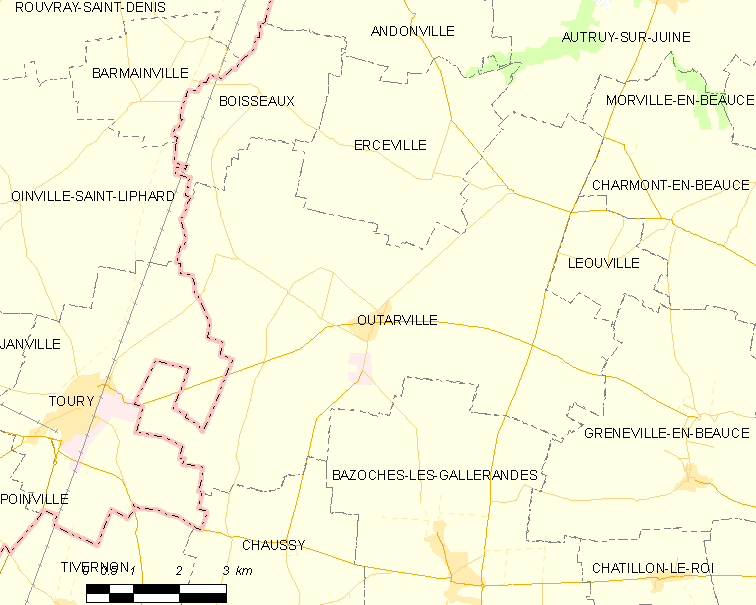
乌塔维尔的OSM定位图

乌塔维尔的时区为UTC+01:00、UTC+02:00（夏令时）。

## 行政
乌塔维尔的邮政编码为45480，INSEE市镇编码为45240。

## 政治
乌塔维尔所属的省级选区为皮蒂维耶县。

## 人口

1962-2008年间乌塔维尔人口变化图示

乌塔维尔于2022年1月1日时的人口数量为1343人。